# Meng Ling
Ling Meng, Ph.D., (1972) é uma professora e botânica chinesa, no Departamento de Biologia Vegetal e Microbiologia (UC Berkeley) na Universidade de Califórnia em Berkeley.
É membro pós-doutoral da Lawrence Berkeley National Laboratory. É conhecida por ter descoberto um modo original de comunicação celular em plantas.
A tiorredoxina joga um papel importante nos processos biológicos conhecidos comummente como redox celular, contudo não se entende completamente sua função. Ela tem trabalhado em Berkeley, sugerindo que a tiorredoxina h9 está associada com a membrana plasmática e é capaz de se mover de célula em célula através de duas importantes proteínas. É a primeira em associar e ligar a tiorredoxina com a membrana plasmática.
Em 2009, Meng recebeu seu M.A. em estatística pela Universidade de Califórnia em Berkeley e seu Ph.D. em agricultura e química ambiental, em 2011, pela mesma casa de altos estudos.

## Tese
Meng, Ling. Learning Algorithm and Model Selection for Protein-protein Interaction Inference in Arabidopsis. [S.l.: s.n.] OCLC 793546692